# Épisode bouteille
Dans le vocabulaire des séries télévisées, un épisode bouteille ou bottle episode est un épisode qui se caractérise par une baisse des coûts de production en utilisant par exemple des décors déjà construits, un nombre d’acteurs réduit ou des effets spéciaux limités. Il s'agit par exemple de l'épisode 2 de la saison 3 de Friends, « Celui qui a du mal à se préparer », de l'épisode 10 de la saison 3 de Breaking Bad, « La Mouche »,  de l'épisode 14 de la saison 5 de Brooklyn Nine-Nine, « The Box », de l'épisode 19 de la saison 3 de Malcolm, « Morceaux choisis », de l'épisode 7 de la saison 4 de Mr. Robot, « eps2.9_pyth0n-pt1.p7z », ou l'épisode 8 de la saison 2 de Community « Collaboration et calligraphie » comme remarqué par le personnage d'Abed . 